# Saint-Eloy
Saint-Eloy (bretonisch Sant-Alar) ist eine französische Gemeinde im Département Finistère im Westen der Bretagne mit 221 Einwohnern (Stand: 1. Januar 2022). Sie gehört zum Arrondissement Brest und ist Mitglied im Gemeindeverband Communauté d’agglomération du pays de Landerneau-Daoulas. Die Bewohner werden Eloyciens und Eloyciennes genannt.

## Geografie

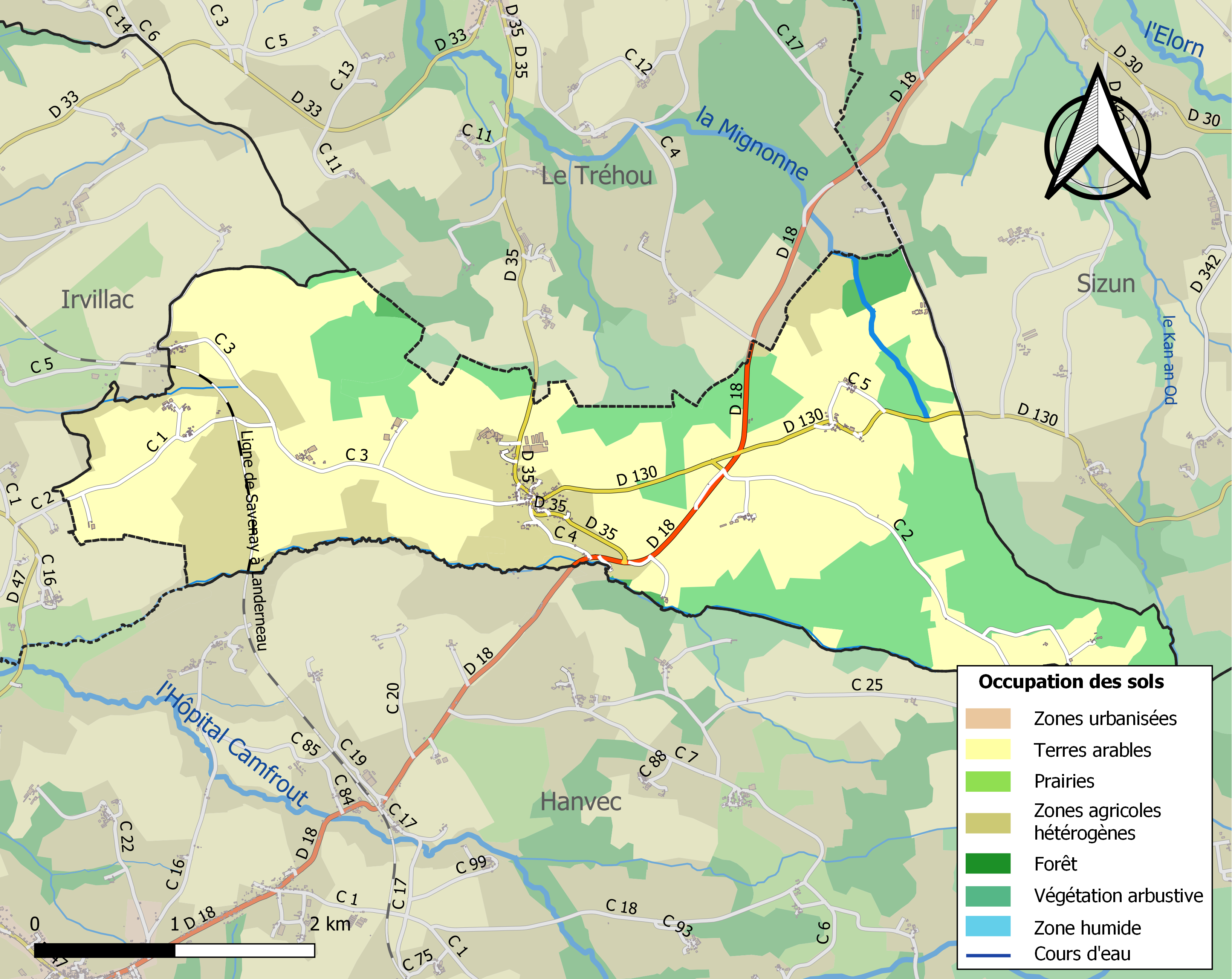
Bodennutzung, Hydrografie und Infrastruktur der Gemeinde (2018)

Saint-Eloy befindet sich in Norden der historischen Landschaft der Cornouaille zwischen der Rade de Brest und den Monts d’Arrée, etwa 27 Kilometer ostsüdöstlich von Brest. Die Gemeinde befindet sich im Regionalen Naturpark Armorique und wird vom Küstenfluss Mignonne entwässert, der im nordöstlichen Gemeindegebiet am Fuß der Monts d’Arrée entspringt. Ihr in Ost-West-Richtung gestrecktes Gebiet wird im Süden durch einen Nebenfluss des Comfrout begrenzt und erhebt sich in seinem östlichen Teil bei Balanec Alouet Huella bis zu 298 m, geht aber bis auf etwa sechzig Meter im südwestlichen Teil der Gemeinde zurück. Das Zentrum liegt rund 140 m über dem Meeresspiegel.
Das Gebiet von Saint-Eloy ist Teil des Natura 2000-Schutzgebiets „Forêt du Cranou, Menez Meur“ (FR5300039) und von drei ZNIEFF-Naturzonen. Fast drei Viertel der Fläche der Gemeinde werden landwirtschaftlich genutzt, nur etwa 1,5 % sind bewaldet.
Umgeben wird Saint-Eloy von den vier Nachbargemeinden:
|          | Le Tréhou                                   |       |
| Irvillac | Kompassrose, die auf Nachbargemeinden zeigt | Sizun |
|          | Hanvec                                      |       |

## Geschichte
Das Gebiet von Saint-Eloy ist seit langer Zeit besiedelt. Ein Grab aus der Bronzezeit wurde gefunden, das durch landwirtschaftliche Arbeiten zerstört wurde. Nördlich der heutigen Gemeinde verlief eine Römerstraße, die von Landerneau nach Brasparts führte. Im Zentrum der Gemeinde wurden Fliesen aus der Römerzeit gefunden. Der alte Name der Gemeinde ist Le Fresq. Er ist in Dokumenten über die Abtei von Daoulas erwähnt. La terre du Fresque (terra fresco im Jahr 1173, terra an frescle im Jahr 1186), das sich von den Weilern Forsquilly bis Roc'h Bleizy (Rupes Luporum im Jahr 1186) erstreckt, wurde 1173 vom Vicomte von Léon der Abtei von Daoulas geschenkt. Das Wort „fresk“, das auch im Namen des westlich der Stadt gelegenen Dorfes Fresbuzic vorkommt, ist mit dem altfranzösischen fresche „Brachland, Grasland, Weide“ zu vergleichen. Die Gemeinde trug den Namen Saint-Eloy du Fresque im Jahr 1486, Saint Esloy im Jahr 1567 und Sand Alar auf Bretonisch. Saint-Eloy ist eine ehemalige Filialgemeinde der Gemeinde Irvillac, und Forsquilly und seine Ländereien waren im 12. Jahrhundert eine Probstei, abhängig von der Lehnsherrschaft Irvillac. Im Dorf befand sich seit dem 15. Jahrhundert eine Kapelle, die dem heiligen Eloi gewidmet war. Die Pfarrkirche befindet sich östlich der alten Kapelle und wurde von den Mönchen der Abtei von Daoulas errichtet, die sich auf der Flucht vor der Pest 1521 in Saint-Eloy niederließen. Im 15. Jahrhundert, am 4. Mai 1485, genehmigte Franz II., Herzog der Bretagne, die Abhaltung eines Jahrmarkts. Schiefer ist in der Landschaft von Saint-Eloy allgegenwärtig. Der Steinbruch Roc'h Vraz wurde bis in die 1950er Jahre ausgebeutet.

## Bevölkerungsentwicklung
| Jahr                       | 1962 | 1968 | 1975 | 1982 | 1990 | 1999 | 2006 | 2013 | 2020 |
| Einwohner                  | 243  | 236  | 182  | 182  | 138  | 174  | 198  | 222  | 216  |
| Quellen: Cassini und INSEE |      |      |      |      |      |      |      |      |      |

## Sehenswürdigkeiten
- Die Pfarrkirche Notre-Dame du Fresq wurde 1521 eingeweiht.
- Der Calvaire vor der Pfarrkirche datiert aus dem 15. Jahrhundert und gehörte wahrscheinlich zur Kapelle, die im 19. Jahrhundert abgerissen wurde.
- Das ehemalige Herrenhaus Forsquilly, heute Bauernhof und Wohnhaus, stammt aus dem 16. Jahrhundert.

## Verkehr
Die Departementsstraße 18 durchquert die Gemeinde von Südwest nach Nordost und verbindet sie mit Le Faou über Hanvec im Südwesten und mit Sizun im Nordosten.
Die Bahnstrecke Savenay–Landerneau durchquert das Gebiet der Gemeinde auf einem kurzen Abschnitt ohne Haltepunkt.